# Adamantan
Adamantan ist ein verbrückter Kohlenwasserstoff und der einfachste Diamantoid. Es bildet farblose, campherartig riechende Kristalle. Die Struktur des Adamantans besteht formal aus vier Cyclohexanmolekülen in Sesselkonformation. Diese hochsymmetrische Struktur (Punktgruppe Td) findet sich auch in anderen chemischen Stoffen wie Methenamin und Phosphortrioxid, sie wird gelegentlich als Adamantan-artig bezeichnet.

## Vorkommen
Adamantan kommt in der Natur nur in Spuren in einigen Bergkristallen vor. Es findet sich außerdem in kleinen Mengen im Erdöl, aus dem es zuerst isoliert wurde (Stanislav Landa, 1933).

## Synthese
Der tricyclische Kohlenwasserstoff ist durch Umlagerung von Tetrahydrodicyclopentadien, das durch Hydrierung des Diels-Alder-Dimers von Cyclopentadien hergestellt wird, mittels Aluminiumchlorid leicht zugänglich. Die Herstellung läuft bei 160 °C und ca. 3 MPa ab.

## Eigenschaften

### Physikalische Eigenschaften
Adamantan ist bei Raumtemperatur eine feste Substanz, die in zwei polymorphen Kristallformen auftritt. Bei Raumtemperatur liegt die Kristallform I vor, die bei 270 °C in die flüssige Phase übergeht. Bei −64,5 °C wird ein Phasenübergang von der Kristallform II zur Form I beobachtet. Hier erfolgt der Übergang von der kristallinen zu einer plastisch kristallinen Form. Das bedeutet, die Verbindung liegt oberhalb dieser Temperatur bis zum Schmelzpunkt und somit auch bei Raumtemperatur in einem mesomorphen Zustand vor. Das Verhalten ist analog zu ähnlichen „kugelförmigen“ Molekülen wie Cuban oder Tetramethylbutan, die ähnliche Mesophasen bilden.

### Chemische Eigenschaften
Adamantan ist sehr stabil und allgemein wenig reaktionsfreudig. Eliminierungen sind unmöglich, die Bredtsche Regel gilt für alle Kohlenstoff-Atome. Substitutionsreaktionen finden vorwiegend am Brückenkopf-C1 statt. In Wasser ist Adamantan nahezu unlöslich.

## Verwendung
Es findet Verwendung als Matrix für Radikale und als Referenzsubstanz in der Festkörper-NMR-Spektroskopie. Durch die hohe Symmetrie der Moleküle ist eine molekulare Rotation im Festkörper vorhanden, die besonders einfach messbar ist.
Es findet auch zur Herstellung weiterer Adamantanderivate Verwendung:
- Adamantan-1-ylamin (Amantadin) findet Verwendung gegen Morbus Parkinson und gegen die vom Influenza-A-Virus ausgelöste Virusgrippe. Es wirkt vorbeugend gegen das Influenza-A-Virus H5N1 der Vogelgrippe H5N1 48 Stunden nach Infektion.[12]
- 3,5-Dimethyl-adamantan-1-ylamin (Memantin) findet Verwendung als Antidementivum in der Behandlung von moderater bis schwerer Demenz vom Alzheimer-Typ.[13]